# Шрабы

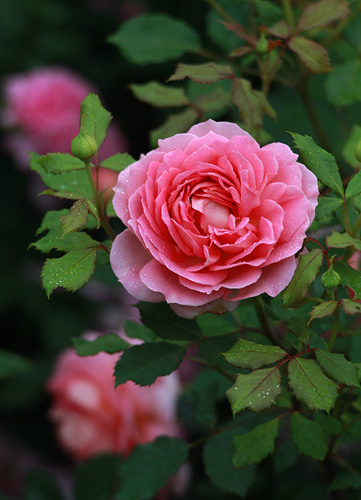
Rosa 'Jubilee Celebration'

Shrub (S) — Шрабы (Шр), или кустарники, или полуплетистые розы — класс международной садовой классификации. В эту группу входят полуплетистые формы и мощные высокие пряморастущие кустарники. Иногда употребляют название современные парковые розы, что может вводить в заблуждение: «парковые розы» — русскоязычный термин для роз, надёжно зимующих без укрытия, большинство же шрабов европейской селекции в России требуют хотя бы простейшего укрытия.
Сорта, причисляемые к этой группе, объединяет возможность использования как в вертикальном, так и в горизонтальном озеленении.
Первыми к данной группе были отнесены сорта так называемых ламбертовских роз (англ. Lambertiana), полученных от скрещивания Rosa multiflora Thunberg с нуазетовыми и ремонтантными розами. Ламбертовские розы имеют мощные побеги высотой до 2 м, цветут обильно и продолжительно (иногда однократно). Большинство сортов этой группы в зависимости от степени обрезки и наличия опор можно выращивать и в качестве плетистых, и в качестве кустовых форм. Но очень скоро к этой группе стали относить всё новые сорта, которые не могли быть отнесены ни к одной из выделяемых в то время садовых групп. 
В XXI веке в официально принятой классификации к группе полуплетистых относят и английские розы селекционера Д. Остина, и отдельные сорта парковых роз сложного гибридного происхождения. В итоге, никто из специалистов не берётся дать общую характеристику и оценку этой разнообразной по происхождению и морфологическим особенностям группы. 
Цветки разнообразные, как по форме, так и по окраске, от простых до полумахровых и махровых цветков формы чайно-гибридных роз или группы флорибунда, а также старомодной формы. Цветение обильное, длительное (часто с июня до осени), повторяющееся. Но есть и сорта однократного цветения. Большая часть сортов обладает приятным ароматом. Многие сорта выделяются своей мощностью и силой роста, достигая высоты 2 м. Селекционная работа с этой группой во многом направлена на увеличение устойчивости к болезням и улучшение зимостойкости. Выделение этого класса подвергается обоснованной критике.

## Неформальные группы внутри класса
- Ностальгические шрабы (официально не выделены в отдельную группу и рассматриваются, как разновидность шрабов).
  - Английские розы.
  - Некоторые сорта роз французской фирмы Meilland International серии Romantica.
  - Розы немецкой фирмы Kordes серии Marchenrosen.
  - Некоторые сорта роз немецкой фирмы Rosen Tantau.
- Морозостойкие розы канадской селекции. Созданы с участием розы ругозы, дикорастущих канадских видов (Rosa arkansana и др.) и розы Кордеса. Отличаются относительно высокой зимостойкостью. Проходили специальный отбор на выживаемость при низких зимних температурах от −30 до −40 °С. Они не требуют зимнего укрытия. Рекомендуется производить окучивание землёй (из расчета 1 ведро на куст). В средней полосе России выше снежного покрова побеги вымерзают[5].
Некоторые сорта: 'Alexander MacKenzie', 'Champlain', 'Cuthbert Grant'.
- Почвопокровные шрабы (официально не выделены в отдельную группу и рассматриваются, как разновидность шрабов). Немецкие любители роз выделяют несколько условных подгрупп почвопокровных шрабов:
  - Низкие стелющиеся (высота от 20 до 30—45 см, ширина не более 150 см, количество кустов высаживаемых на 1 м² — 3—4).
  - Высокие стелющиеся (соответственно от 45 см до более 150 см, количество кустов высаживаемых на 1 м² — 1—2). Некоторые сорта: 'Sommerwind', 'Stadt Rom'.
  - Мелкие поникающие (90 см, не более 150 см, количество кустов высаживаемых на 1 м² — 1—2).
  - Крупные поникающие (не менее 100 см, 150 см, количество кустов высаживаемых на 1 м² — 2—3)[2]. 
Некоторые сорта: 'Anadia', 'Sommermorgen'.

## Некоторые сорта
- 'Chippendale'
- 'Clair Renaissance'
- 'Cuthbert Grant'
- 'Knock Out'
- 'Winnipeg Parks'
- 'Marjorie Fair'
- 'Mein Schoner Garten'
- 'Morden Blush'
- 'Morden Centennial'
- 'Macrantha Raubritter'
- 'Lavender Dream'
- 'Pink Robusta'
- 'Rhapsody in Blue'
- 'Romanze'
- 'Westerland'
- 'Prairie Joy'
- 'Isabella Skinner'
- 'Весенняя Заря'
- 'Херсонес'.